# Gommapane (fumetto)
Gommapane è una serie a fumetti scritta e disegnata da Flavio Nani.
Pubblicata dal 2001 sulla rivista per bambini 44 Gatti, racconta brevi avventure di Brad e Ruby, due personaggi nati dall'idea dell'autore di realizzare dei pupazzetti modellando appunto la gommapane, la gomma morbida usata dai disegnatori.
Le forme arrotondate dei personaggi e degli ambienti e gli argomenti trattati rendono le storie particolarmente adatte ai lettori più giovani.

## Personaggi
Le storie di Gommapane sono ambientate nella città di Gommaville, dove si incontrano alcuni personaggi fissi e molti comprimari.
- Ruby il maggiore dei due fratelli protagonisti. È quello più assennato, anche se spesso troppo pedante e noioso.
- Brad fratello minore di Ruby. Il più scapestrato dei due, si comporta spesso come un ragazzino immaturo, combinando guai.
- Max è il nipote di Brad e Ruby. Vive con loro e frequenta ancora la scuola, dove è capitano della squadra di calcio.
- Mary è la ragazza di Brad, di cui sopporta con pazienza tutte le stravaganze.
- Gloria è la ragazza di Max. Molto popolare a scuola, dove recita nella compagnia di teatro.
- Pit amico di Brad e Ruby, in ogni storia lo troviamo impegnato in un lavoro o in un'attività diversa.
- Dido il fedele cane di Brad e Ruby. Non parla, ma a volte si riesce a leggere quello che gli passa per la testa.